# Urocoras nicomedis
Urocoras nicomedis là một loài nhện trong họ Agelenidae.
Loài này thuộc chi Urocoras. Urocoras nicomedis được Paolo Marcello Brignoli miêu tả năm 1978.